# Basílica de San Sebastián (Manila)
Koordinaten: 14° 36′ N, 120° 59′ O

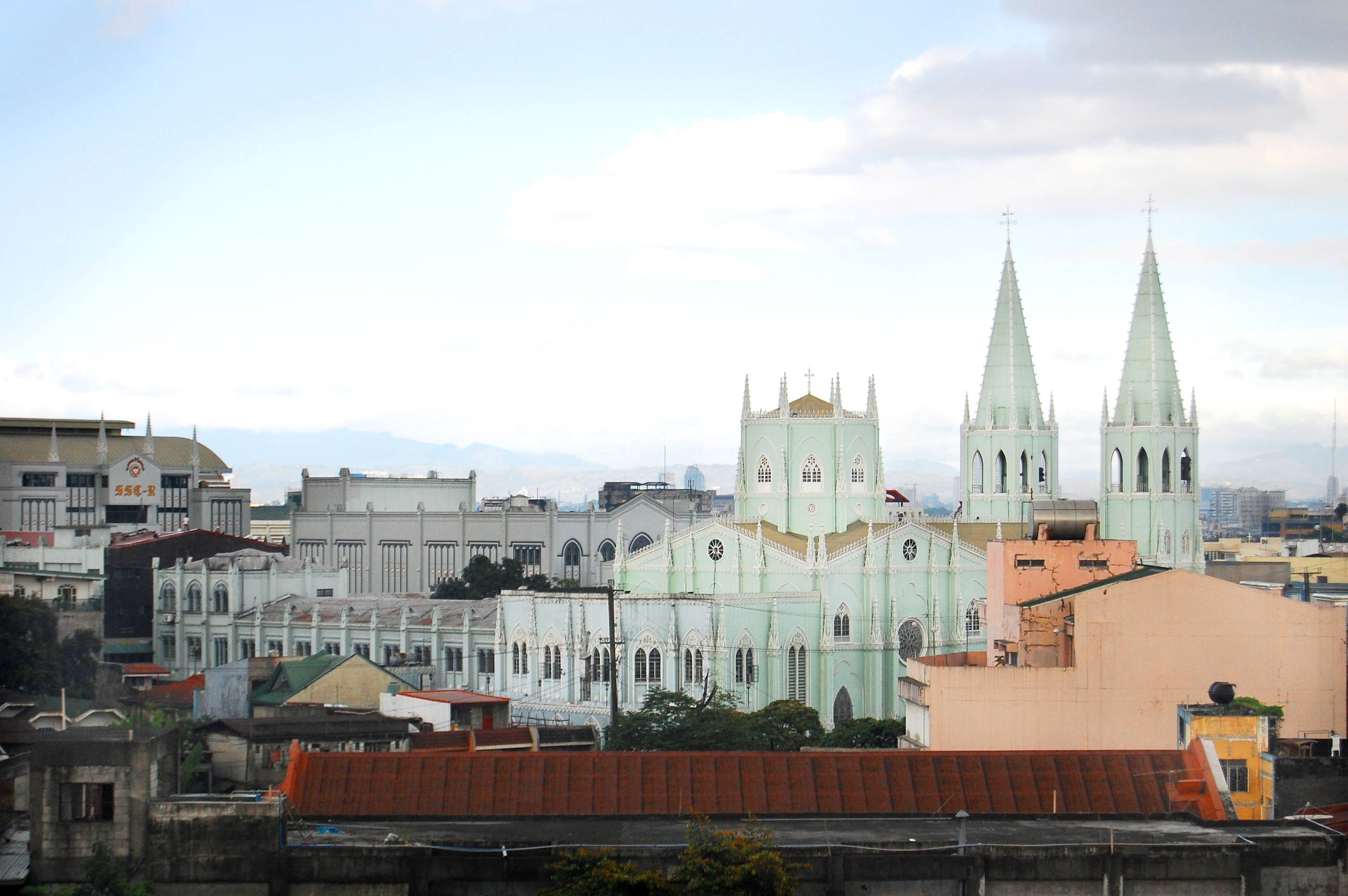
Vollbild der Basilika

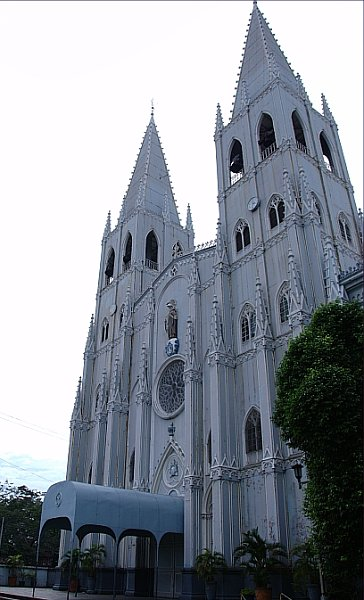
Haupteingang der Basilika

Die Basílica de San Sebastián ist eine Basilica minor der Römisch-katholischen Kirche in der Hauptstadt der Philippinen, Manila. Sie steht an der Plaza del Cármen, am östlichen Ende der Claro M. Recto Street, im Stadtteil Quiapo. Verwaltet wird sie von dem Orden der Augustiner-Rekollekten in deren Ordensprovinz St. Ezekiel Moreno. Die Basilika wurde von dem ehemaligen Präsidenten Ferdinand Marcos 1973 zum Nationalen Kulturerbe der Philippinen erklärt. Seit 2006 steht sie auf der Vorschlagsliste der Philippinen zur Aufnahme in die Welterbeliste der UNESCO.
Die Basílica de San Sebastián ist der einzige Sakralbau in Asien, der komplett aus Stahl im neugotischen Baustil errichtet wurde. Architekt der Basilika war der Spanier Genero Palacios. Am Bau waren Unternehmen aus Belgien, Deutschland und den Philippinen beteiligt.

## Geschichte
Die Basilika hatte drei Vorgängerbauten. Der erste stammt aus dem Jahre 1621, er wurde finanziert von Don Bernardino Castillo. Es handelte sich um eine aus Holz erbaute Kirche, die bereits 1651 durch ein Erdbeben zerstört wurde. Der nächste Kirchenbau stammt aus dem Jahre 1800. Er wurde aus Stein errichtet und 1850 eingeweiht. Beim großen Erdbeben von 1859 wurde er jedoch wieder zerstört. Der nächste Versuch startete 1880, wurde jedoch im selben Jahr abgebrochen, nachdem ein Erdbeben den bereits errichteten Glockenturm zerstört hatte.
Daraufhin suchte der vom Orden beauftragte Priester Esteban Martinez nach einer Möglichkeit, ein erdbeben- und feuersicheres Gebäude zu errichten. Er fand sie in der von Gustave Eiffel in Europa entwickelten freitragenden Fachwerkkonstruktion aus Metall. Eiffel hatte bereits 1875 einen Entwurf für eine Kathedrale aus Stahl ausgearbeitet, fand jedoch keinen Auftraggeber für diesen Plan. Eiffels Konstruktionsprinzipien und sein Entwurf der Stahlkathedrale waren das Vorbild für die Konstruktion der Basílica de San Sebastián.

## Architektur
Der ausführende Architekt Genero Palacios hatte in Spanien bereits Erfahrungen in der damals neuartigen Bauweise gesammelt. Er schuf einen architektonischen Entwurf, der verschiedene Stilelemente enthielt: Im neugotischen Baustil wurde der Außenbereich gestaltet, im barocken Stil der Innenbereich. Die Konstruktionszeichnungen für den Bau waren 1883 fertiggestellt. Es dauerte jedoch fünf weitere Jahre, bis die benötigten Gelder beschafft und die Lieferanten für das Baumaterial ausgewählt waren. Der Bau der Basilika begann 1888 und endete 1891 mit der Einweihung am 15. August.
Für den Innenausbau wurden philippinische Künstler engagiert. Die Glasmalereien stammen von der deutschen Firma Glasmalerei Oidtmann. Die Stahlelemente wurden in Belgien von der Société Anonyme des Entreprises de Travaux Publiques in ihrem Stahlwerk in Binche hergestellt und in neun Schiffsladungen nach Manila überführt. Der für den Innenausbau verwendete Marmor stammt von der Inselgruppe der Romblonen. Es finden sich insgesamt sechs Taufbecken aus Marmor in der Basilika.

## Restaurierung
Die Basílica de San Sebastián wurde 1982 durch Experten des Nationalen Historischen Museums der Philippinen restauriert. Wegen des feuchtwarmen Klimas auf der Insel Luzon sind die Instandsetzungsarbeiten zum Schutz der Stahlkonstruktion sehr aufwendig und müssen in kurzen Zeiträumen wiederholt werden. Aufgrund des anhaltenden Geldmangels des Eigentümers und der fehlenden staatlichen Unterstützung konnten die erforderlichen Reparaturarbeiten in den 1990er-Jahren nicht durchgeführt werden. Infolgedessen erklärte die UNESCO die Basilika im Jahr 1998 zu einem der 100 am stärksten bedrohten Kulturdenkmäler der Welt. Daraufhin gelang es dem Orden der Augustiner-Rekollekten, durch Spenden die notwendigen finanziellen Mittel zu beschaffen und die Wartung sowie Instandsetzung der Basilika zu finanzieren.

## Galerie

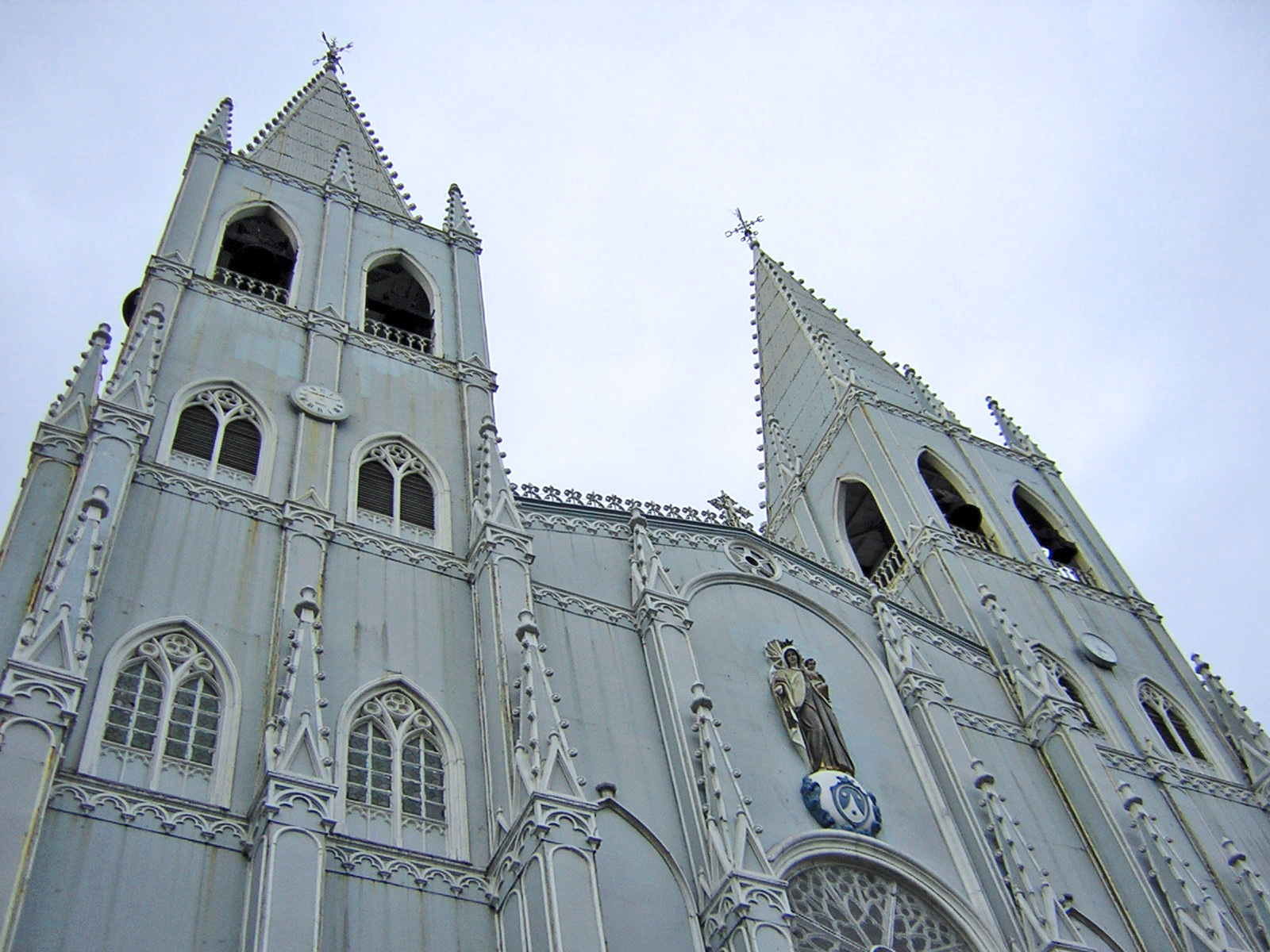
Die Zwillingsglockentürme
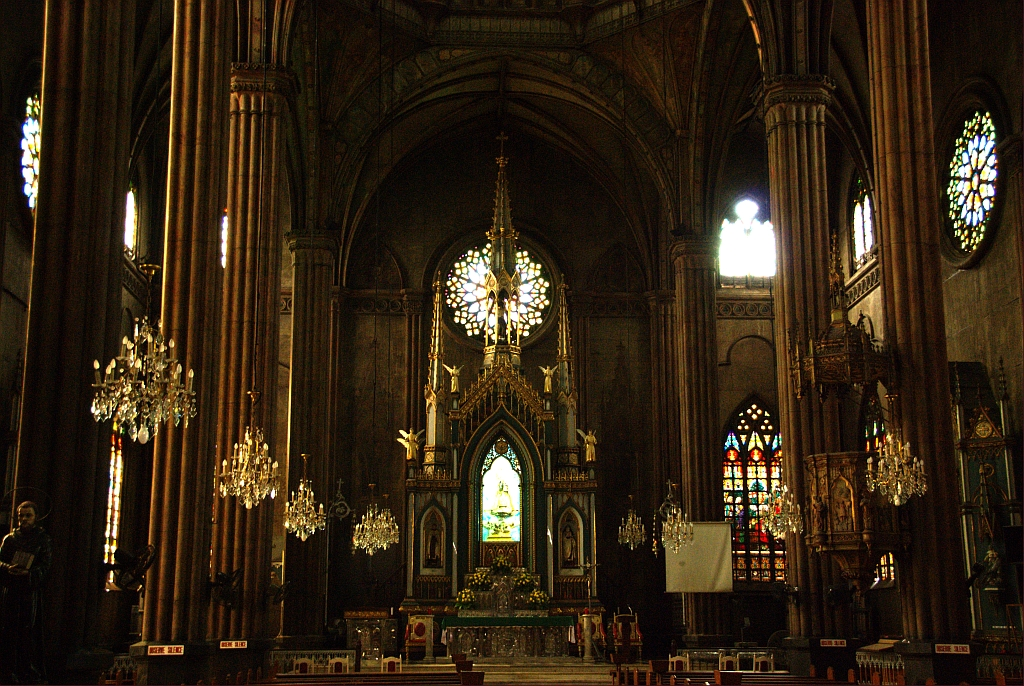
Der Hauptaltar
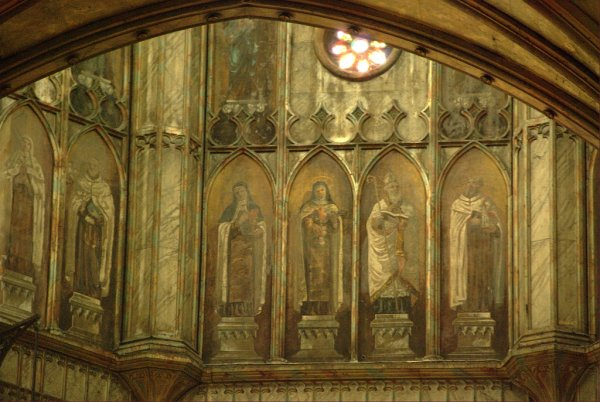
Heiligenabbildungen im Inneren
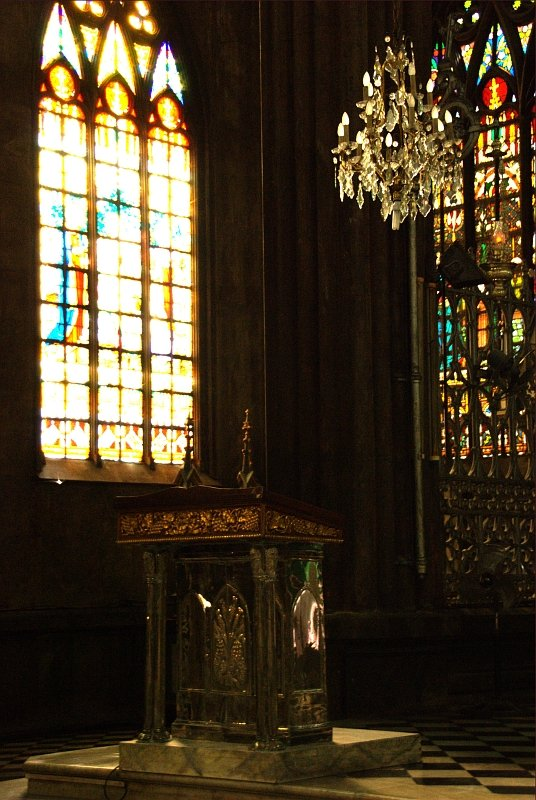
Katheder nahe dem Hauptaltar
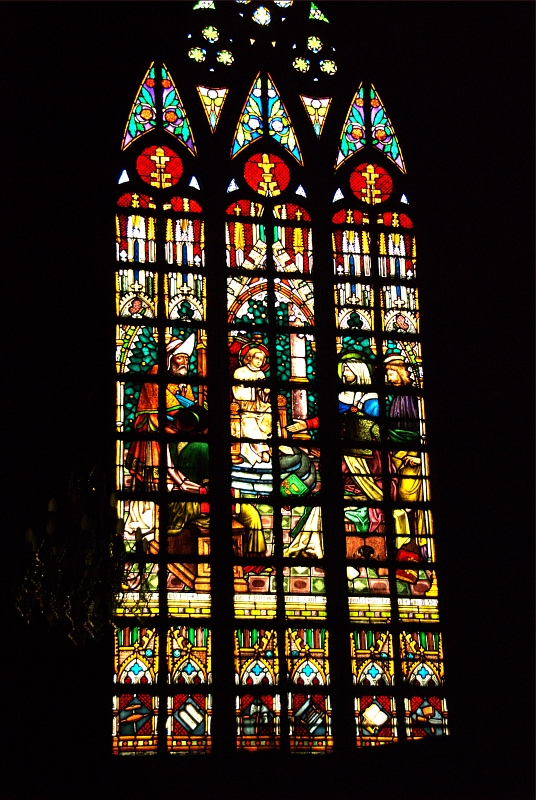
Glasmalerei aus Deutschland